# Falsidactus vittatus
Falsidactus vittatus är en skalbaggsart som först beskrevs av Hintz 1910.  Falsidactus vittatus ingår i släktet Falsidactus och familjen långhorningar. Inga underarter finns listade i Catalogue of Life.